# El tercero
El tercero es una película argentina de 2014, dirigida por Rodrigo Guerrero. Está protagonizada por Carlos Echevarría, Emiliano Dionisi y Nicolás Armengol. Estrenado en julio de 2014, El tercero fue el segundo largometraje de Guerrero.

## Argumento
Después de conocerse por chat, Fede un joven de 22 años llega a un edificio céntrico de la ciudad para tener un encuentro íntimo con una pareja gay mayor que él. En el devenir paulatino de esa noche, Fede vive una experiencia intensa y reveladora. La mañana siguiente lo descubre diferente, como si de repente hubiera descubierto una nueva forma posible de amar.

## Reparto
Colaboraron en el filme los siguientes intérpretes:
- Carlos Echevarría ... Hernán
- Emiliano Dionisi ... Fede
- Nicolás Armengol ... Franco

## Críticas
Scott Elliott en el sitio web biggaypictureshow.com  opinó:

”Interesante película intimista acerca del amor, las relaciones y el sexo en el siglo XXI y de cómo los arreglos sexuales no convencionales no necesariamente deben ser anónimos y vergonzantes sino que, al contrario, pueden constituir algo divertido, sexy y muy humanos.” 

José Antonio Martín escribió en el sitio web elantepenultimomohicano.com:

”No esperen encontrar una gran historia…Pese a su apariencia sencilla y lineal, sutilmente cuela la película interesantes apuntes sobre las diferentes maneras de vivir la sexualidad en la pareja… Es…una obra muy afín a los tiempos que corren, que muestra cómo la gente se vale de las nuevas tecnologías para relacionarse...Estamos pues ante una propuesta mucho más interesante de lo que puede parecer a simple vista, bastante arriesgada tanto en su empeño de alargar demasiado los planos para dejar que sus criaturas hablen, como en sus audaces escenas de sexo. Lo que es seguro es que Rodrigo Guerrero se ha convertido desde ya en un nombre a seguir en el futuro cine argentino.”